# Vaccinium fauriei
Vaccinium fauriei är en ljungväxtart som beskrevs av Leveille. Vaccinium fauriei ingår i Blåbärssläktet, och familjen ljungväxter. Inga underarter finns listade i Catalogue of Life.